# Best of the Beast
The Best of the Beast es el primer álbum recopilatorio de la banda británica Iron Maiden, publicado en 1996 en tres formatos: una versión de cuatro discos de vinilo con 34 canciones, una versión de dos CD con 27 canciones y una versión de un CD y en formato MD con 16 canciones. La lista de canciones está conformada principalmente con los sencillos más exitosos de Iron Maiden y las canciones más conocidas de los álbumes que salieron entre 1980 y 1995, pero también incluye una nueva canción llamada "Virus" y contiene una nueva versión de "Afraid to Shoot Strangers".
La versión de dos discos compactos contiene dos canciones de la demo de 1979 The Soundhouse Tapes, ("Iron Maiden" y "Strange World"). La edición de cuatro discos de vinilo es actualmente bastante rara y ahora es coleccionable, lo cual ha incrementado su valor en los sitios web de subasta. El valor de la edición estándar no ha cambiado mucho, y ha sido reemplazado por Edward the Great en la mayoría de los países como el recopilatorio de Iron Maiden.
La tapa fue encargada a Derek Riggs, quien diseñó la mayoría de las tapas de los discos de Iron Maiden. Es una amalgama de su trabajo más famoso con la banda, presenta a Eddie de la época de Piece of Mind, Powerslave, Somewhere in Time and No Prayer for the Dying como también "The Trooper", Live After Death y un rediseño de la tapa de Killers.

## Lista de canciones

### Edición Limitada de dos discos

#### Disco uno
Nueva Canción para Best of the Beast (1996)
1. "Virus" (Steve Harris; Janick Gers; Dave Murray; Blaze Bayley)
Canciones tomadas de The X Factor (1995)
2. "Sign of the Cross"
3. "Man on the Edge"
Canción no lanzada hasta ese momento (1995)
4. "Afraid to Shoot Strangers" (Live) (Con Blaze Bayley)
Canciones tomadas de Fear of the Dark (1992)
5. "Be Quick or Be Dead"
Canciones tomadas de A Real Live One (1993)
6. "Fear of the Dark" (Live)
Canciones tomadas de No Prayer for the Dying (1990)
7. "Bring Your Daughter... to the Slaughter"
8. "Holy Smoke"
Canciones tomadas de Seventh Son of a Seventh Son (1988)
9. "The Clairvoyant"
10. "Can I Play with Madness"
11. "The Evil That Men Do"
Canciones tomadas de Somewhere in Time (1986)
12. "Heaven Can Wait"
13. "Wasted Years"

#### Disco dos
Canciones tomadas de Live After Death (1985)
1. "Rime of the Ancient Mariner" (En vivo)
2. "Running Free" (En vivo)
Canciones tomadas de Powerslave (1984)
3. "2 Minutes to Midnight"
4. "Aces High"
Canciones tomadas de Piece of Mind (1983)
5. "Where Eagles Dare"
6. "The Trooper"
Canciones tomadas de The Number of the Beast (1982)
7 "The Number of the Beast"
8. "Run to the Hills"
9. "Hallowed Be Thy Name"
Canciones tomadas de Killers (1981)
10. "Wrathchild"
Canciones tomadas de Iron Maiden (1980)
11. "Phantom of the Opera"
12. "Sanctuary"
Canciones tomadas de The Soundhouse Tapes era (1978-79)
13. "Strange World"
Canciones tomadas de The Soundhouse Tapes (1979)
14. "Iron Maiden"

### Edición estándar
1. "The Number of the Beast"
2. "Can I Play With Madness"
3. "Fear of the Dark" (En vivo)
4. "Run to the Hills"
5. "Bring Your Daughter... to the Slaughter"
6. "The Evil that Men Do"
7. "Aces High"
8. "Be Quick or Be Dead"
9. "2 Minutes to Midnight"
10. "Man on the Edge"
11. "Virus"
12. "Running Free" (En vivo)
13. "Wasted Years"
14. "The Clairvoyant"
15. "The Trooper"
16. "Hallowed Be Thy Name"
Notas
1. 1 2 3  pistas 1, 4 & 16 tomadas de The Number of the Beast (1982)
2. 1 2 3  pistas 2, 6 & 14 tomadas de Seventh Son of a Seventh Son (1988)
3. ↑  pista 3 tomada de A Real Live One (1993)
4. ↑  pista 5 tomada de No Prayer for the Dying (1990)
5. 1 2  pistas 7 & 9 tomadas de Powerslave (1984)
6. ↑  pista 8 tomada de Fear of the Dark (1992)
7. ↑  pista 10 tomada de The X Factor (1995)
8. ↑  "Virus" es una nueva canción grabada para esta compilación (1996)
9. ↑  pista 12 tomada de Live After Death (1985)
10. ↑  pista 13 tomada de Somewhere in Time (1986)
11. ↑  pista 15 tomada de Piece of Mind (1983)

### Edición en vinilo
1. Virus
2. Sign Of The Cross
3. Afraid To Shoot Strangers (En vivo)
4. Man On The Edge
5. Be Quick Or Be Dead
6. Fear Of The Dark (En vivo)
7. Holy Smoke
8. Bring Your Daughter..To The Slaughter
9. Seventh Son Of A Seventh Son
10. Can I Play With Madness
11. The Evil That Men Do
12. The Clairvoyant
13. Heaven Can Wait
14. Wasted Years
15. 2 Minutes To Midnight
16. Running Free (En vivo)
17. Rime Of The Ancient Mariner (En vivo)
18. Aces High
19. Where Eagles Dare
20. The Trooper
21. The Number Of The Beast
22. Revelations (En vivo)
23. The Prisoner
24. Run To The Hills
25. Hallowed Be Thy Name
26. Wrathchild
27. Killers
28. Remember Tomorrow
29. Phantom Of The Opera
30. Sanctuary
31. Prowler (Demo 1979)
32. Invasion (Demo 1979)
33. Strange World (Demo 1979)
34. Iron Maiden (Demo 1979)

### Edición en MD
Disponible en el poco popularizado minidisco digital creado por la casa Sony, en exclusiva para Europa
Esta edición actualmente ya no se encuentra disponible, como el propio formato.
1. "The Number of the Beast"
2. "Can I Play With Madness"
3. "Fear of the Dark" (En vivo)
4. "Run to the Hills"
5. "Bring Your Daughter... to the Slaughter"
6. "The Evil that Men Do"
7. "Aces High"
8. "Be Quick or Be Dead"
9. "2 Minutes to Midnight"
10. "Man on the Edge"
11. "Virus"
12. "Running Free" (En vivo)
13. "Wasted Years"
14. "The Clairvoyant"
15. "The Trooper"
16. "Hallowed Be Thy Name"